# 克萊梅斯角 (印地安納州)
克萊梅斯角（英語：Klemmes Corner）是位於美國印地安納州富蘭克林縣的一個非建制地區。該地的面積和人口皆未知。